# Macrocystidia reducta
Macrocystidia reducta är en svampart som beskrevs av E. Horak & Capellano 1980. Macrocystidia reducta ingår i släktet Macrocystidia och familjen Marasmiaceae.   Inga underarter finns listade i Catalogue of Life.